# 矢宮神社
矢宮神社（やのみやじんじゃ）は、和歌山県和歌山市内に鎮座する神社である。

## 祭神

### 賀茂建津之身命（八咫烏命）
賀茂建津之身命（かもたけつのみのみこと）はまたの名を八咫烏命（やたがらすのみこと）とも言われる。
神武天皇が東征の途中、紀伊国熊野に到りさらに大和国に向かおうとした際、紀伊山地の険峻な山々に阻まれて進退きわまったとき、八咫烏命は、天照大神、高木大神の神勅を奉じて馳せ参じ、さらに大烏の化身となって飛翔し、神武天皇に進むべき道を示したという。
また、大和国に向かう途中では、地域の豪族が皇軍に敵対することもあり、八咫烏命は勅命を奉じて天皇の使いとして、それらの豪族に降伏を勧め諭したといい、神武天皇即位の際には、その勲功を大いに褒賞されたという。

## 由緒
矢宮神社は天正5年（1577年）に発生した、織田信長による雑賀攻めの兵火により、社殿や古文書等を焼失してしまったため、それ以前の由緒は不詳であるが、口伝によると第33代推古天皇の治世に、賀茂建津之身命の後裔と伝えられ、現在も神職を務める矢田部氏の上祖が、賀茂建津之身命が神武天皇東征の途中に陣を構え、賊将名草戸畔を討ったという地を選び定めて祭祀を始めたのが、創建の由緒である。
以来、雑賀荘の産土神として崇敬を集め、社地も五町参段六畝拾弐歩を有したという。
織田信長による雑賀攻めで社殿を喪失したが、江戸時代に入って徳川頼宣が紀州藩主になると、寛永14年（1637年）に再興され、以来明治維新にいたるまで、紀州藩主からの崇敬も篤く、社殿の復興が続いた。
江戸末期には、神札の年間頒布数は4万体を数えたといい、例祭においては、流鏑馬、神輿の御渡、奉納競馬なども催されていたらしい。

## 縁起

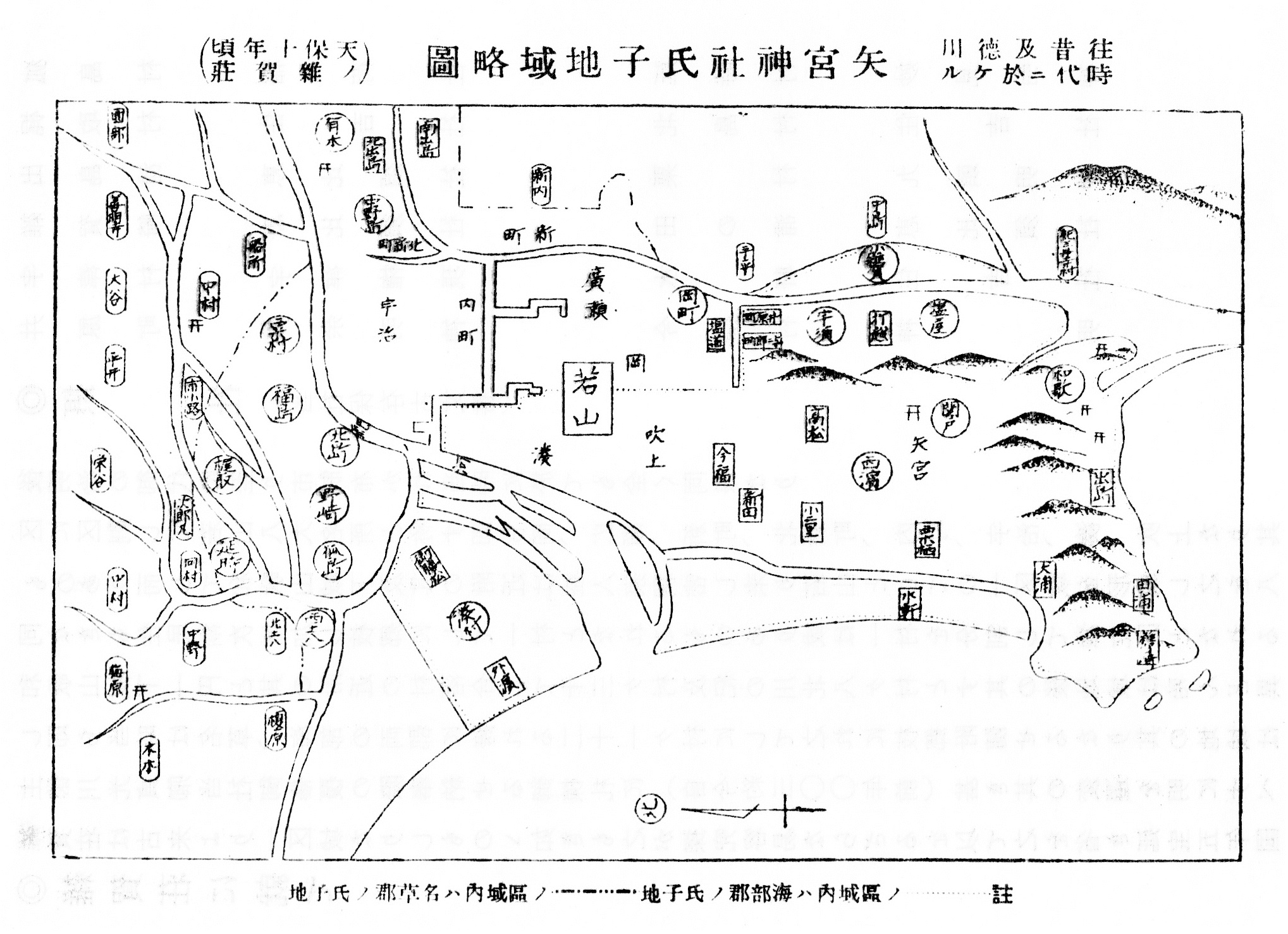
天保10年（1839年）頃の矢宮神社氏子地域略図（矢宮略誌より）

紀伊国海土郡雑賀荘総社矢宮大明神縁起之事
古此の地は雑樹鬱茂たる深林也或時其の林の中より夜々異光を放ち里人大いに怪しみ光について是を探るに白羽の鏑矢有之爰に於いて里人其神なる事を知り恐れ畏みて則ち仮殿を造り巫女をして深湯立たせしむ神即ち巫女に憑託せ給ひ吾は是れ軍神也此の森に社を建て永く尊崇斎祭（いやまいまつら）ば吾又此の土を護り幸ひすべしと是即矢宮と申奉る縁なり。（社記）

## 主な祭礼
- 10月13日　例大祭

## その他の祭典
- 1月1日　歳旦祭
- 2月3日　節分祭
- 2月11日　建国祭
- 3月13日　祈年祭
- 6月30日　大祓（茅輪神事）
- 7月13日　夏祭
- 12月13日　火焚祭
- 12月31日　大祓

## 境内社
- 稲荷社
- 金毘羅社

## 交通
最寄停留所
南海和歌山市駅、JR和歌山駅から和歌浦口方面の和歌山バスに乗車し秋葉山停留所下車すぐ